# Ireneusz Paliński
Ireneusz Paliński, född 13 maj 1932 i Nużewo, död 9 juli 2006 i Warszawa, var en polsk tyngdlyftare.
Paliński blev olympisk guldmedaljör i 82,5-kilosklassen i tyngdlyftning vid sommarspelen 1960 i Rom.